# شجار على قطعة لحم
شجار على قطعة لحم (بالإنجليزية: One Meat Brawl) هو فيلم رسوم متحركة قصير من سلسلة ميري ميلوديز، من إنتاج شركة وارنر برذرز سنة 1947، وأخرجه روبرت مككمسون. يضم الفيلم القصير شخصيتَي بوركي بيغ والكلب بارنيارد دوغ ويُشار إليه هنا باسم ماندريك، وقد صدر في 18 يناير 1947. عنوان الفيلم مستوحى من اسم الأغنية الشهيرة One Meat Ball قطعة لحم واحدة.

## ملخص القصة
في الغابة حيث يقيم غروفر غراوندهوغ، يحلّ يوم غراوندهوغ، ويبدأ عدد من الشخصيات في القيام بنشاطات مرتبطة بهذه المناسبة. يقلل غروفر من أهمية ظله كوسيلة لتوقّع حالة الطقس، لكنه يجد نفسه في مغامرة غير متوقعة عندما يخرج من جحره لتصويره من قبل الصحفيين، ليكتشف لاحقًا أن هؤلاء المصورين ليسوا سوى صيادين متنكرين.
في الأثناء، ينطلق بوركي برفقة كلبه الوفي ماندريك في مهمة لصيد غراوندهوغ. تقود محاولات ماندريك الأولى داخل الغابة إلى سلسلة من المواقف مع غروفر، الذي يخطئه ماندريك على أنه الفريسة المقصودة. ورغم محاولات غروفر إقناع ماندريك بعدم مساعدة بوركي في الصيد، يتعاطف الكلب معه ويتردد في مواصلة المطاردة. تتوالى المواقف الهزلية التي تشمل التنكّر وتبدّل الأدوار، لتنتهي القصة في نهاية المطاف بإدراك متبادل يؤدي إلى حل سلمي.
وأثناء المواجهة الطريفة التي تجمع الثلاثي داخل منزل غروفر، يتّضح أن ما يحدث ليس إلا مشهدًا ساخرًا من مصارعة الظلال، تم تنظيمه بذكاء لضمان عدم إصابة أي طرف بأذى.